# Frank De Vuyst
Frank De Vuyst (Zele, 13 december 1968) is een Belgisch dirigent, muziekpedagoog, arrangeur en saxofonist.

## Levensloop
De Vuyst kreeg zijn eerste muzieklessen aan de Muziekacademie Lokeren. Hij studeerde aan het Koninklijk Conservatorium te Gent. Verder studeerde hij aan het Conservatorium Maastricht bij Sef Pijpers sr. (HaFa-directie) en Norbert Nozy (saxofoon) en aan het Fontys Conservatorium te Tilburg bij Jan Cober (HaFa-directie) en Jean Pennings (saxofoon). Hij volgde verschillende meesterklassen voor orkestdirectie onder andere bij Jan Cober, Enrique García Asensio, Manuel Galduf Verdeguer en aan het Konservatorium Wien GmbH - Privatuniversität te Wenen bij Richard Edlinger.
Als saxofoon solist verzorgde hij optredens in België, Nederland, Luxemburg, Frankrijk, Italië en Spanje.
Hij was dirigent van de Koninklijke Harmonie Met Moed Vooruit Opdorp, de Socialistische Harmonie Vooruit Lokeren, de Koninklijk Harmonieorkest De Jongelingskring, Torhout en gastdirigent bij het Play-inn harmonieorkest van de Koninklijke Muziekverbond van België, de Koninklijke Muziekkapel van de Belgische Luchtmacht te Bevekom, Nationaal Jeugd Harmonie Orkest (NJHO) van Nederland, het Harmonieorkest van het Fontys Conservatorium, Tilburg, en de Koninklijke Harmonie "Sainte Cécile" (1880) uit Eijsden, Nederlands Limburg. Verder was hij ook gastdirigent van het Vanderbilt Wind Ensemble van de Vanderbilt University in Nashville (Tennessee) en de Banda Municipal de Córdoba (Argentinië). 
Als docent saxofoon werkte hij aan verschillende Belgische muziekacademies.
Zijn idee was als dirigent in de harmoniewereld te werken en hij vertrok naar de regio Valencia, het Spaanse Mekka van de blaasmuziek.  Sinds 1997 is hij dirigent van de Banda Sinfónica de la Sociedad Ateneu Musical de Cullera in Cullera. Met dit orkest won hij straks op 29 november 1997 de 1e prijs op het XXVI. Certamen Internacional de Bandes de Música Vila d'Altea. In 1998 behaalde hij met dit orkest een 1e prijs met grote onderscheiding tijdens het Certamen Internacional de Bandas de Musica Ciudad de Valencia in 1998 in de "Sección de Honor". In 1999 veroverde hij met de Banda Sinfónica de la Sociedad Ateneu Musical de Cullera tijdens het Internationaal Concours "Flicorno d'Oro" in Riva del Garda (Italië) in de sectie "Eccellenza" de 1e prijs. Ook in 2001 behaalde hij met het orkest tijdens het Certamen Internacional de Bandas de Música Ciudad de Valencia in de "Sección de Honor" wederom de 1e prijs. 
De Vuyst is in Spanje dirigent van de Banda Sinfónica del Unión Musical de Ondara, de Banda Sinfónica del Unión Musical Utielana en de Banda Sinfónica del Agrupació Artística Musical de Dénia. Tegenwoordig is hij dirigent van de Banda Sinfónica del Centro Instructivo Musical “La Armónica” de Buñol waarmee hij in 2007 ten eerste het Certamen Internacional de Bandas de Música de Torrevieja en ten tweede het XXXVI Certamen Internacional de Bandes de Música Vila d'Altea won.